# Krov za Krov
Krov za Krov (in lingua russa: Кровь За Кровь) è il quarto album in studio del gruppo musicale russo Aria, pubblicato nel 1991.

## Tracce
Testi di Margarita Pushkina.
1. Прощай, Норфолк! – 5:20 (musica: Vitaly Dubinin, Vladimir Holstinin)
2. Зомби – 4:30 (musica: Dubinin, Holstinin)
3. Антихрист – 5:04 (musica: Dubinin, Holstinin)
4. Не хочешь, не верь мне – 4:02 (musica: Dubinin, Holstinin)
5. Кровь за Кровь – 7:43 (musica: Dubinin, Holstinin)
6. Бесы – 3:21 (musica: Dubinin, Sergey Mavrin)
7. Всё, Что Было – 5:14 (musica: Kipelov)
8. Следуй За Мной! – 4:42 (musica: Kipelov)